# Капітолійський Брут
Капітолійський Брут (італ. Bruto capitolino)— бюст доби етрусків і Стародавнього Риму, виконаний з бронзи. Зберігається в Капітолійських музеях.

## Знахідка і опис твору
Бронзову голову невідомого знайшли 1500 року в досить вдалий для античних бронз період. В довгу добу середньовіччя уламки старих бронз не зберігали, а переплавляли на зброю. Питання виживання було важливішим за милування античними знахідками. Культурна стабілізація припала на XV століття, коли кожна давньоримська знахідка ставала подією. Адже настала мода на все античне (архітектуру, нумізматику, давньоримські фрески, уламки давньоримських скульптур). Зміцнив свої позиції в Італії і гуманізм.
Вже у XVI столітті були проведені перші дослідження бронзового бюста. Порівняння з давньоримськими монетами обумовило вважати, що це портрет Брута, прихильника римського республіканського устрою і вбивці Юлія Цезаря.
Щодо цієї гіпотези зараз є сумніви. Убивство імператора не вважалося римською владою як схвальна дія — всупереч реальній політичній практиці. Убивства імператорів стануть страшною політичною реальністю в добу так званих солдатських імператорів, але це станеться в II–III століттях нашої ери. Юлія Цезаря було вбито 15 березня 44 року до н.е. Його поховальне спалення відбулося на Форумі як державна подія. А його спадкоємєць Октавіан Август наказав вибудувати на місті спалення — храм обожненого Юлія. Ґрунтовних підстав зберігати портрет убивці Цезаря — не було. Без сумніву, невідома портретована особа була дуже впливовою.
За іншою версією голова Капітолійського Брута асоціюється із засновником Римської Республіки — Луцієм Юнієм Брутом, який очолив повстання проти останнього римського царя Тарквінія Гордого в 509 до н. е. Один з двох перших римських консулів.
Приблизно в цей же період були також знайдені ще декілька скульптур, що увійшли в скарбницю європейської культури -
- Аполлон з Порто д'Анцио (Аполлон Бельведерський)
- Лаокоон з терм імператора Тіта.

Про знищення античних скульптур вже не йшлося, хоча вони належали язичникам. Папський Рим швидко засвоював моду на все античне, ігноруючи закиди в гріховності моди і потягу до роскошів. Так, папа римський Юлій II, що наказав почати розкопки терм імператора Тіта, наказав реставрувати і Лаокоона. Тому відновили праву руку, від якої залишився лише уламок.
Реставрованою була і голова «Капітолійського Брута». Оригінал голови, створений в добу етрусків, встановили на нове погруддя, стилізоване під погруддя римських імператорів. В такому вигляді він і експонується в Капітолійських музеях. Голова має надзвичайну збереженість. Збережені навіть очі скульптури, створені в техніці інкрустації.

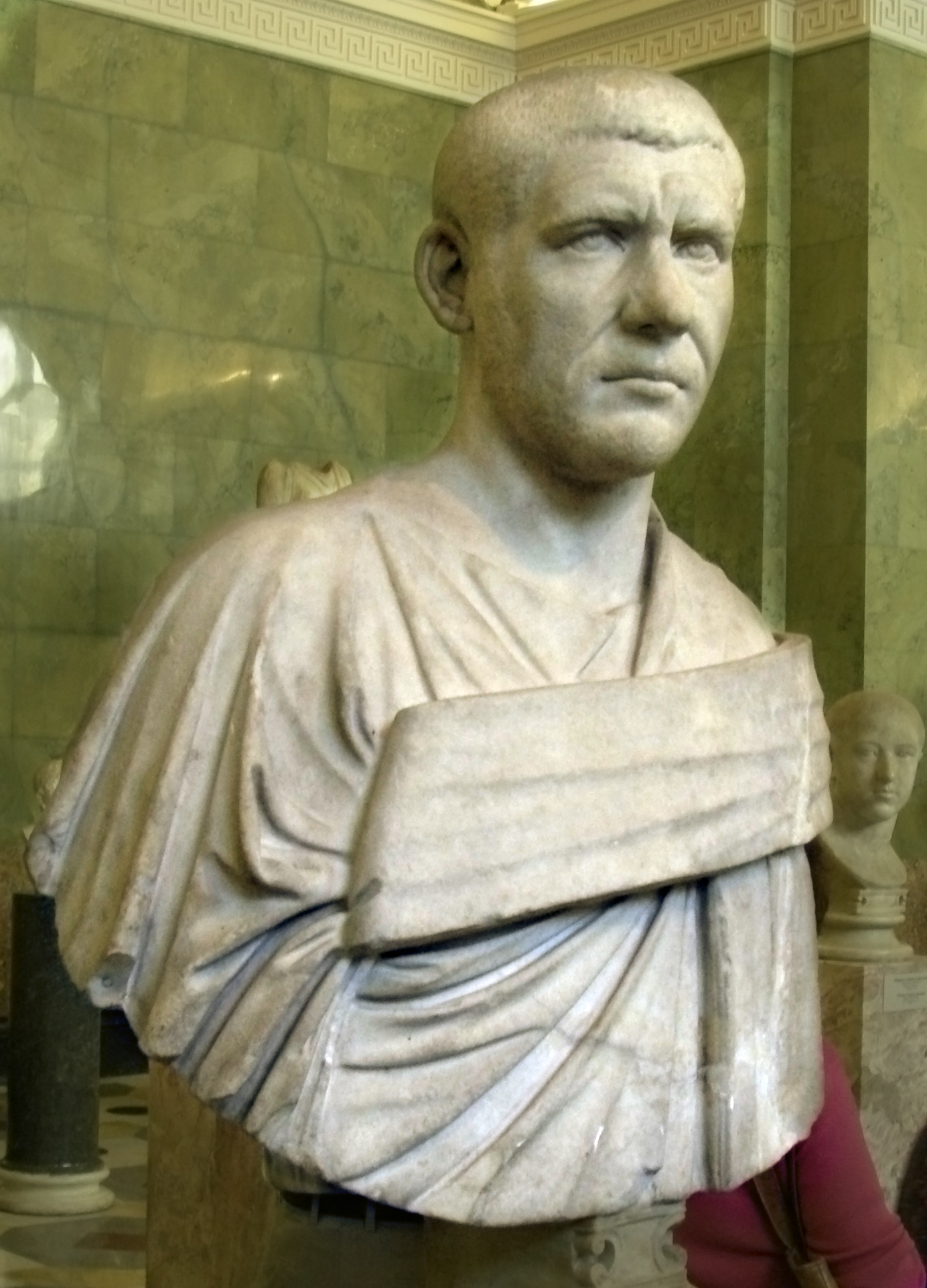
імператор Філіпп Араб ( для порівнянь)
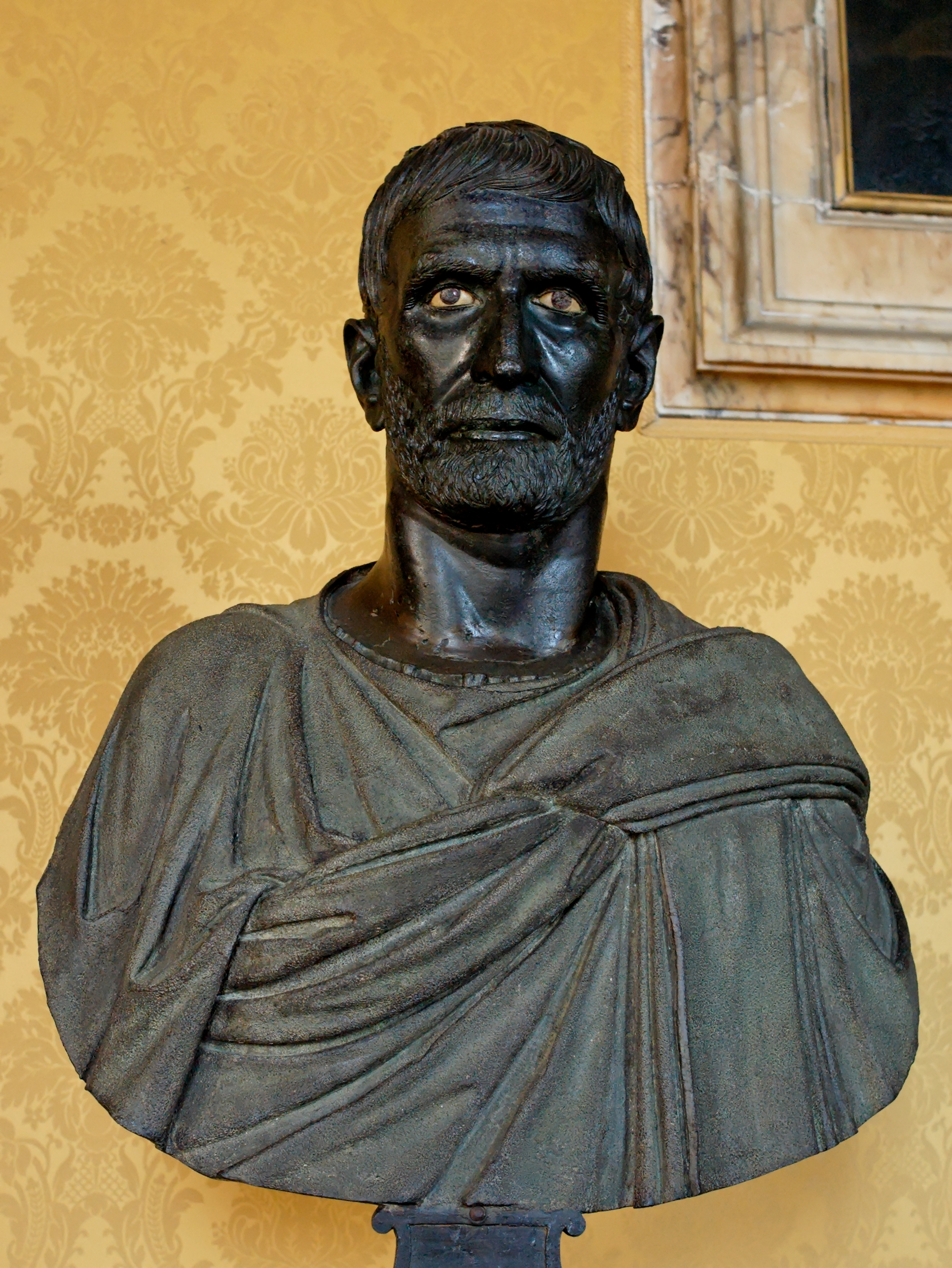
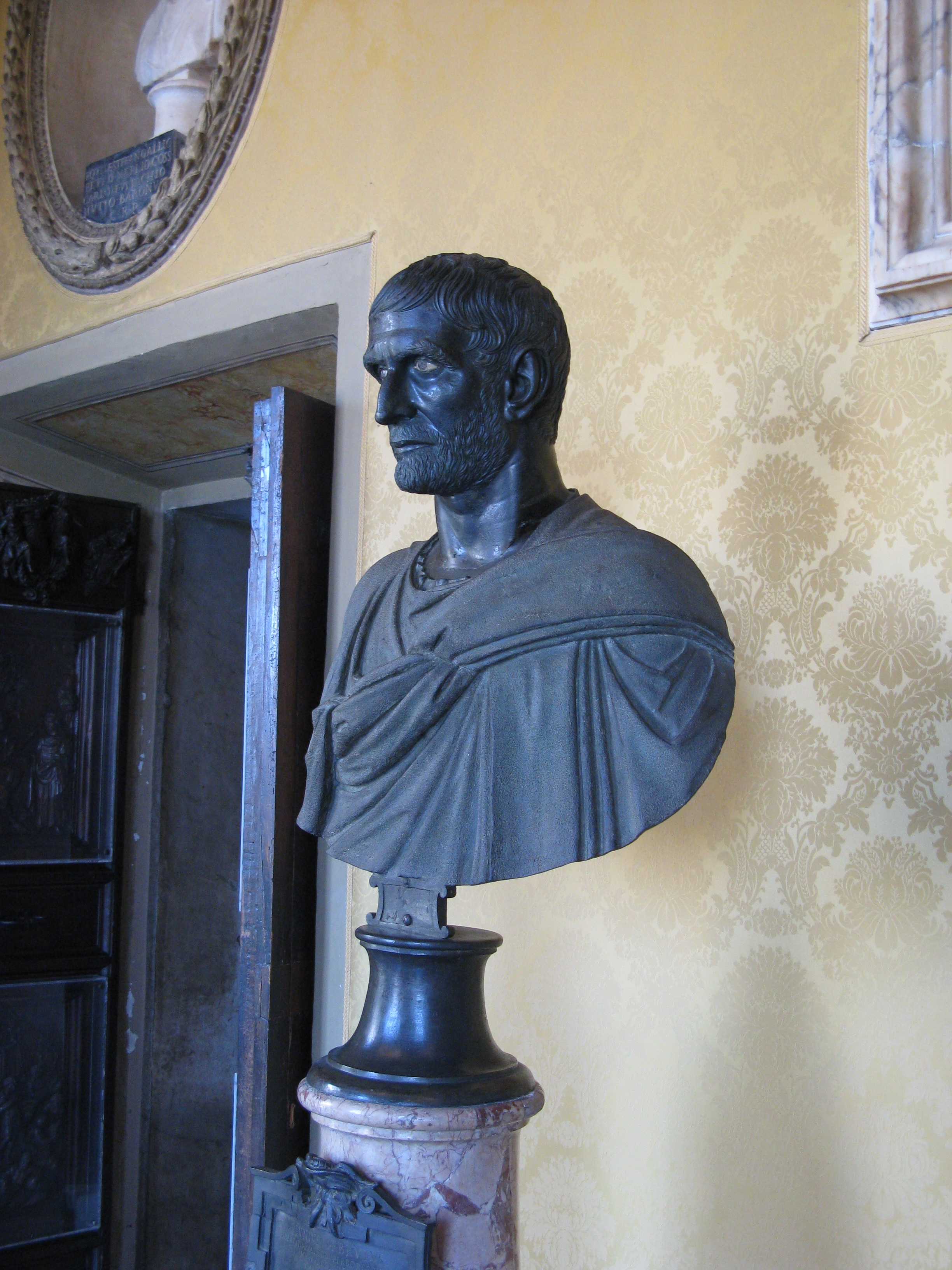
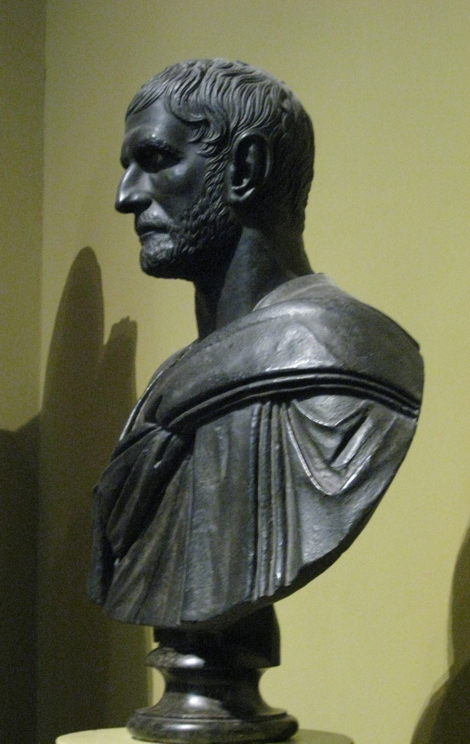